# 新一系電器
新一系電器（System One）是現已結業的香港公司，前身為中信太平電器、中太電業中心，曾為第一太平集團子公司，曾與豐澤電器並稱香港最大兩間電器連鎖店，於1990年代全線結業。

## 曾有分店
- 屯門時代廣場
- 太古城中心
- 新達廣場
- 新城市廣場第一期
- 沙田第一城
- 利港商場
- 觀塘裕民坊
- 油麻地金勳大廈
- 元朗康樂路
- 西九龍中心

## 外部連結
- 附有新一系電器廣告的巴士照片 （页面存档备份，存于）